# Donciovți, Gabrovo
Donciovți (în bulgară Дончовци) este un sat în comuna Treavna, regiunea Gabrovo,  Bulgaria. 

## Demografie
Componența etnică a satului Donciovți
     Bulgari (100%)
     Nicio identificare (0%)
     Altele (0%)
La recensământul din 2011, populația satului Donciovți era de 4 locuitori. Din punct de vedere etnic, toți locuitorii erau bulgari.